# Chirita tenuifolia
Chirita tenuifolia är en tvåhjärtbladig växtart som beskrevs av Wen Tsai Wang. Chirita tenuifolia ingår i släktet Chirita och familjen Gesneriaceae. Inga underarter finns listade i Catalogue of Life.